# Jan Madey
Jan Ryszard Madey (ur. 5 czerwca 1942 w Warszawie) – polski informatyk, wykładowca akademicki, profesor nauk technicznych, działacz społeczny.

## Życiorys
Absolwent VI Liceum Ogólnokształcącego im. Tadeusza Reytana w Warszawie (1959). W 1964 ukończył studia magisterskie z zakresu matematyki na Wydziale Matematyki i Fizyki Uniwersytetu Warszawskiego. Na tej samej uczelni uzyskiwał stopnie naukowe doktora (1972) i doktora habilitowanego (1979). 20 sierpnia 2001 otrzymał tytuł profesora nauk technicznych. Specjalizuje się w zakresie informatyki i inżynierii oprogramowania.
Prawie dziesięć lat spędził jako wykładowca i badacz w ośrodkach naukowych Europy i Ameryki Północnej. Zawodowo od ukończenia studiów związany z Uniwersytetem Warszawskim, przeszedł całą karierę zawodową od asystenta do profesora zwyczajnego w Instytucie Informatyki i w Centrum Otwartej i Multimedialnej Edukacji. W 1988 został kierownikiem Zakładu Systemów Operacyjnych w Instytucie Informatyki. Był dyrektorem tegoż Instytutu (1984–1996), prodziekanem Wydziału Matematyki, Informatyki i Mechaniki UW (1993–1996) i prorektorem Uniwersytetu Warszawskiego (1996–2002). Był autorem podręczników do nauki języków programowania Algol 60 i Pascal oraz autorem metodyki ich nauczania. Swoje prace publikował w takich czasopismach jak m.in. „IEEE Transactions on Software”, „Bio-Algorithms and Med-Systems”, „Information Processing Letters” oraz „Software – Practice and Experience”.
Obejmował funkcje naukowe, społeczne i doradcze, m.in.:
- wiceprzewodniczącego Rady Głównej Nauki i Szkolnictwa Wyższego[9],
- członka Rady Informatyki przy prezesie Rady Ministrów[1],
- przewodniczącego Zespołu Specjalistycznego ds. Infrastruktury Informatycznej,
- przewodniczącego Rady ds. Informatyzacji Edukacji[10],
- członka Wydziału IV – Nauk Technicznych, Komitetu Informatyki PAN[11],
- przewodniczącego zarządu Krajowego Funduszu na rzecz Dzieci[12],
- skarbnika Polskiego Towarzystwa Stwardnienia Rozsianego[13],
- członka Akademii Inżynierskiej w Polsce[14].

## Odznaczenia i wyróżnienia
Postanowieniem prezydenta Bronisława Komorowskiego z 29 września 2011, za wybitne zasługi w pracy naukowo-badawczej, za osiągnięcia w działalności dydaktycznej i społecznej, został odznaczony Krzyżem Komandorskim Orderu Odrodzenia Polski. 19 czerwca 2001, za wybitne zasługi w działalności na rzecz dzieci, Aleksander Kwaśniewski nadał mu Krzyż Oficerski tego orderu.
Został uhonorowany także Medalem Komisji Edukacji Narodowej i Medalem PAN im. Mikołaja Kopernika. Laureat Nagrody im. Marka Cara, nagrody Info Star oraz Nagrody im. Stefanii Światłowskiej (przyznawanej przez środowisko VI Liceum Ogólnokształcącego w Warszawie). Otrzymał Medal 70-lecia Polskiej Informatyki, przyznany przez kapitułę Polskiego Towarzystwa Informatycznego w 2018.